# سه شوهر
سه شوهر (انگلیسی: Three Husbands) یک فیلم به کارگردانی اروینگ ریس است که در سال ۱۹۵۱ منتشر شد. از بازیگران آن می‌توان به ایو آردن، روت واریک، دوروثیا والبرت و املین ویلیامز اشاره کرد.